# Ich bin Boes
Ich bin Boes war eine Comedysendung des deutschen Fernsehsenders RTL, die am 27. Februar 2010 erstmals im deutschen Fernsehen ausgestrahlt wurde. Vom 17. September bis 12. November 2011 wurde eine zweite Staffel mit acht Folgen jeweils in Doppelfolgen ausgestrahlt. Am 17. Dezember 2011 wurde ein Weihnachts-Special gezeigt. Eine dritte Staffel wurde vom 28. September bis 23. November 2013 ausgestrahlt. Die Sendung war eine deutsche Adaption der britischen BBC-Three-Sendung Touch Me, I’m Karen Taylor. Mirja Boes gab am 17. November 2014 in einem WDR-2-Interview bekannt, dass die Sendung nicht weiter produziert werde.

## Besetzung
In der Comedyshow spielt Mirja Boes in allen Sketchen mit. Dazu kommt ein Stammensemble.

## Figuren und wiederholende Handlungen

### Mirjas Unternehmungen
In jeder Folge unternimmt Mirja Boes, die sich in den Szenen selber spielt, Attraktionen wie Banana-Boot fahren oder einen Kinobesuch. Die Szenen davon sind in der ganzen Folge aufgeteilt und die Sequenzen werden mit Sketchen unterbrochen. Der Running Gag dabei ist, dass ihre Unternehmungen immer in einer sehr peinlichen Situation für sie enden.
Bis heute ausgestrahlte Mottos:
- Mirja im Urlaub – (Mirja checkt in ein All inclusive-Hotel ein und gibt vor, noch niemals dort gewesen zu sein. Allerdings kennt das gesamte Personal Mirja)
- Mirjas Autogrammstunde – (Mirja gibt in einem Supermarkt Autogrammkarten, doch alle Kunden halten sie für Hella von Sinnen)
- Chaos beim Cheerleading – (Mirja besucht ihre alte Schule und versucht sich beim Cheerleading)
- Mirja fährt Banana-Boot – (Mirja wartet am Strand sechs Stunden lang auf eine Fahrt auf dem Banana-Boot. Als es dann losfährt, fällt sie sofort ins Wasser und das Boot fährt ohne sie weiter)
- Mirja im Kino – (Mirja besucht die Indiana-Jones-Trilogie im Kino. Als jedoch nach 6 Stunden der dritte Teil anlief, ist Mirja eingeschlafen und hat somit den Film, den sie noch nicht gesehen hat, verpasst)
- Mirjas Party – (Mirja feiert eine Houseparty. Nachdem kein Gast eintrifft, muss sie feststellen, dass sie ihre Einladungen nicht verschickt hat und feiert somit mit dem aufdringlichen Essenslieferant.)

Mirjas Unternehmungen waren lediglich Teil der ersten Staffel.

### Lisa Hansen – Lehrerin aus Leidenschaft
Frau Hansen ist eine sehr freizügige Lehrerin, die den ganzen Tag mit ihren Schülern über Geschlechtsverkehr spricht und die Jungs meistens mit freiem Oberkörper arbeiten lässt. Mit den Mädchen geht Frau Hansen eher plump um und beleidigt sie auch. In Staffel 3 wird sie außerdem häufig vom Schuldirektor bei ihren unsittlichen Unternehmungen mit männlichen Schülern erwischt.

### Patrizia Maria Meier
Patrizia Maria Meier ist aus Gran Canaria. Sie ist die Frau des Schönheitschirurgen Berthold Meier. Seitdem ihr Mann nicht mehr praktiziert, gehört sein Herz ganz dem Schrittmacher, und das von Patrizia Maria Meier den Armen und Bedürftigen. (Off-Stimme zu Anfang)
 In jeder Folge tritt Patrizia Maria Meier mit ihrem Mann in ihrem Garten auf. Sie hat aufgespritzte Lippen und eine kosmetische Brust-OP. Ihr Mann sitzt regungslos in seinem Rollstuhl. Sie berichtet in jeder Folge über arme Menschen, denen sie helfen will. Regelmäßig versperrt sie ihrem Mann die Sicht, schiebt ihn in den Busch, oder wirft ihm ein Handtuch über seinen Kopf, um sich dann mit dem Poolboy zu vergnügen.
 Patrizia Maria Meier: Charity-Lady aus Leidenschaft und Langeweile. (Off-Stimme zum Ende)
In Staffel 3 taucht Patrizia Maria Meier nicht mehr auf.

### Goldesel-Show
Die Goldesel-Show ist eine Parodie auf diverse Call-In-Shows bei 9 Live und DSF (Sport 1). Die Sendung findet mitten in der Nacht statt. Dort werden sehr einfache Fragen gestellt, doch kein Anrufer kann sie lösen. Nachdem Mirja Goldesel… gesagt hat, kommt immer der Eselslaut I-aaa, woraufhin Mirja immer …Show (Fortsetzung) sagt. Mirja fühlt sich wegen der irren Antworten der Zuschauer „für dumm verkauft“.
In Staffel 3 taucht die Goldesel-Show nicht mehr auf.

### Preiswert Perfekt
Preiswert Perfekt ist eine Kosmetik-Show mit der nicht ganz so gepflegten Valerie Denzer. Sie trägt eine Hornbrille sowie ein rosa Hemdblusenkleid, hat gelbe Zähne und spricht Kölsch. Oft beleidigt sie ihre Studiogäste und führt vollkommen unsinnige Kosmetik-Produkte vor (z. B. mit Edding das Augenlid schminken). Valerie begrüßt und verabschiedet ihre Zuschauer immer mit derselben Pose (aufgespreizte Finger vor ihrem Gesicht, offener, lächelnder Mund und eine horizontale Haltung).
Valerie Denzer ist Boes' einzige Rolle, in der sie auch außerhalb von Ich bin Boes auftrat. Beim Comedy-Adventskalender, welcher am 22. Dezember 2010 auf RTL ausgestrahlt wurde, kam ein Einspieler mit Boes als Valerie Denzer, wo sie eine ältere Frau „schön“ macht.
Außerdem trat Boes in ihrem Liveprogramm, das am 12. Januar 2014 auf RTL ausgestrahlt wurde, als Valerie Denzer auf. Denzer knebelte und fesselte Boes, um die Bühne für sich zu haben. Während ihrer Show beleidigte sie einige Zuschauer und machte sie „schön“. Am Ende fing sie an zu strippen.

### Rettungsschwimmerin Emily
Emily ist eine übergewichtige Frau, welche als Rettungsschwimmerin in einem Strandgebiet arbeitet. Sie ist sehr verfressen und bei der „Arbeit“ ständig beim Essen zu sehen.
Asoziale Badegäste, magersüchtige Badenixen und nervige Kollegen machen ihr die „Arbeit“ jedoch schwer.

## Auszeichnungen
- 2010, 2012 – nominiert für den Deutschen Comedypreis in der Kategorie Beste Sketchcomedy